# Wolliggestiefelter Schirmling
Der Wolliggestiefelte Schirmling oder Wollstiel-Schirmling (Lepiota clypeolaria) ist eine Pilzart aus der Familie der Champignonverwandten (Agaricaceae). Die Fruchtkörper erscheinen zwischen August und Oktober meist in Laubwäldern. Der Wolliggestiefelte Schirmling ist kein Speisepilz.

## Merkmale

### Makroskopische Merkmale
Der dünnfleischige Hut ist 4–8 cm breit, jung halbkugelig, später glockig bis flach ausgebreitet und stumpf gebuckelt. Die Oberfläche ist weißlich-cremefarben und mit kleinen, blass bräunlichen bis ockerfarbenen, wolligen Schüppchen bedeckt. Die klar abgegrenzte Mitte ist blass bräunlich und samtig-glatt. Der Rand ist bei jungen Fruchtkörpern mit weißen Velumresten behangen.
Die gedrängt stehenden, weißen Lamellen sind frei, die Schneiden flockig und das Sporenpulver weißlich bis cremegelb.
Der brüchige, hohle Stiel ist 5–10 cm lang und 0,3–1 cm breit. Er ist anfangs weißlich, im Alter mehr gelblich oder blass bräunlich und unter der undeutlichen, flockigen Ringzone wollig-filzig bis wollig-schuppig. Die Stielbasis ist dunkler bräunlich gefärbt und manchmal etwas knollig verdickt. Das dünne, weiche Fleisch ist weiß und riecht schwach fruchtig-würzig bis leicht leuchtgasartig. Es schmeckt mild bis kratzend und widerlich.

### Mikroskopische Merkmale
Die Sporen sind 12–17 µm lang und 4–6,5 µm breit. In der Huthaut findet man lange, haarartige Hyphen.

## Artabgrenzung
Der Schirmling ist nicht ganz leicht zu bestimmen und wird wohl oft mit nahestehenden Arten verwechselt. Zu den ähnlichen Arten zählen unter anderen der Rettich-Schirmling (Lepiota erminea), der Falsche Wollstiel-Schirmling (Lepiota clypeolarioides) und der Gelbwollige Schirmling (Lepiota magnispora).

## Ökologie
Die Fruchtkörper erscheinen in der Regel zwischen August und Oktober in Laub-, seltener in Mischwäldern. Besonders gern wächst der Pilz in basenreichen Buchenwäldern. Man findet den überall ziemlich häufigen und weit verbreiteten Schirmling oft an Wegrändern.

## Verbreitung

Europäische Länder mit Fundnachweisen des Wolliggestiefelten Schirmlings.
Legende:
grün = Länder mit Fundmeldungen
cremeweiß = Länder ohne Nachweise
hellgrau = keine Daten
dunkelgrau = außereuropäische Länder.

Der Wollstielige Schirmling ist ein Kosmopolit und wurde auf allen Kontinenten nachgewiesen. Er wurde in Australien, auf Neuseeland und in Asien (Indien, Nepal, vom Kaukasus bis Sibirien, Mongolei, Nord- und Südkorea und Japan) gefunden, ebenso in Nord- (USA, Kanada und Mexiko) und Südamerika (Chile). Nachweise gibt es auch aus Nordafrika (Algerien und Marokko). In Europa ist der Schirmling weit verbreitet und fehlt wohl nur in den nördlichsten Teilen Europas. In Norwegen kann man den Schirmling bis zum 70. Breitengrad und in Schweden bis zum 69. Breitengrad finden. In den Beneluxländern ist der Schirmling selten, in England kommt er zerstreut vor und wird nach Norden hin sehr selten. Aus Nordirland gibt es nur wenige Nachweise und in Irland (Republik) konnte er bisher noch nicht nachgewiesen werden.
In Deutschland ist der Wollstiel-Schirmling in den deutschen Mittelgebirgsgegenden ziemlich häufig, im Tiefland findet man ihn nur entlang der Stromtäler, in der Norddeutschen Tiefebene fehlt er weithin. In den Alpenländern Liechtenstein, Österreich und der Schweiz ist der Pilz durchgehend häufig.

## Bedeutung
Der Wolliggestiefelte Schirmling ist kein Speisepilz.